# Double Trouble – Warte, bis mein Bruder kommt
Double Trouble – Warte, bis mein Bruder kommt ist eine US-amerikanische Actionkomödie von John Paragon aus dem Jahr 1992. In den Hauptrollen sind Peter Paul und David Paul zu sehen, in einer Nebenrolle tritt David Carradine auf.

## Handlung
Peter Jade verdient sich seinen Lebensunterhalt als Gauner. Während einer seiner Diebestouren fällt ihm eine rätselhafte Platine in die Hände. Schon bald erkennt er, dass es ein Gegenstück zu dieser Platine gibt, mit beiden Platinen ist man in der Lage, einen Safe der internationalen Diamantenbörse zu öffnen. Der Anführer einer kriminellen Organisation, Chamberlain, ist in den Besitz der anderen Platine gekommen, erkennt ebenfalls den Zusammenhang und begibt sich auf die Suche nach dem Gegenstück.
Dies zwingt Peter, sich mit seinem Zwillingsbruder David, einem Polizisten, zusammenzutun um die Verbrecherorganisation zu stoppen. Da die Zwillingsbrüder kaum ungleicher sein können, kommt es immer wieder zu Meinungsverschiedenheiten der Jade-Brüder. Sie geraten ziemlich schnell ins Visier des weltweit operierenden Syndikates von Chamberlain. Da die beiden Zwillingsbrüder schlagfertig sind, schaffen sie es ein ums andere Mal, ihre Verfolger aus dem Weg zu räumen.

## Hintergrund
Dies ist nicht der erste Film, in dem die Zwillingsbrüder Peter und David Paul zusammen mitwirkten. Zuvor spielten sie schon gemeinsam in Die Barbaren von 1987, im Jahr 1989 in Road Riders – Das Absturzkommando oder 1990 in Highway Chaoten.

## Kritik
„Eine schlicht gestrickte Action-Komödie, die mit nicht immer originellen Witzen aufwarten kann, dafür aber ein gehöriges Gewaltpotential einsetzt.“

„[S]tatt guter Gags nur schwingende Fäuste. Doppelt hält nicht immer besser…“

Kritisiert wurden die schwachen Dialoge und der wenig originelle Humor. Tatsächlich ist der Film für eine Actionkomödie recht brutal und es existiert neben der ab 18 Jahren freigegebenen, ungekürzten Fassung auch eine geschnittene Fassung, welche ab 16 Jahren freigegeben ist und um ca. 3½ Minuten gekürzt wurde.

## Trivia
- Der Film wurde bislang lediglich auf VHS in Deutschland veröffentlicht, eine deutschsprachige Auswertung auf DVD oder Blu-Ray ist bislang nicht angekündigt.
- Der Film wurde am 14. August 2015 auf Tele 5 als Teil des Sendeformats Die schlechtesten Filme aller Zeiten ausgestrahlt.